# 浅川書房
浅川書房（あさかわしょぼう）は、日本の出版社。正式名称は、株式会社浅川書房。将棋関連の書籍を刊行している。
元「週刊将棋」の編集者、のち河出書房新社に移り「最強将棋塾シリーズ」「新・対局日記シリーズ」等の編集を手がけていた浅川浩により、2003年（平成15年）に設立された。所在地は東京都文京区本郷2-29-7。